# 代门
代门（德語：Demen，發音：[ˈdeːmən] ⓘ）是德国梅克伦堡-前波美拉尼亚州路德维希斯卢斯特-帕尔希姆县的市镇，面积46.81平方千米，2023年12月31日人口为1,129人。